# Nevetséges hatos
A Nevetséges hatos (eredeti cím: The Ridiculous 6) 2015-ben bemutatott amerikai western akcióvígjáték, melyet Tim Herlihy és Adam Sandler forgatókönyvéből Frank Coraci rendezett. A főbb szerepekben Adam Sandler, Terry Crews, Jorge Garcia, Taylor Lautner, Rob Schneider és Luke Wilson látható.
Világszerte 2015. december 11-én jelent meg a Netflixen. Túlnyomórészt negatív kritikákat kapott, egyike azon kevés filmeknek, amelyek 0%-os értékelésen állnak a Rotten Tomatoes-on.

## Cselekmény
Hat férfi felfedezi, hogy ugyanaz a bankrabló az apjuk. Ezt követően elindulnak, hogy újra találkozzanak vele.

## Szereplők
- Adam Sandler – Tommy "Fehér kés" Dunson Stockburn
  - Henry Steckman – Tommy fiatalon
- Terry Crews – Chico Stockburn szalonzongorista, Tommy féltestvére
- Jorge Garcia – Herm Stockburn, Tommy féltestvére
  - Robin Leach – Herm Stockburn (hangja)
- Taylor Lautner – Lil' Pete Stockburn, Tommy féltestvére.
- Rob Schneider – Ramon Lopez Stockburn, Tommy mexikói féltestvére
- Luke Wilson – Danny Stockburn, Abraham Lincoln egykori testőre, Tommy féltestvére
- Nick Nolte – Frank Stockburn bankrabló
- Will Forte – Will Patch, a Balszem banda vezetője
- Nick Swardson – Nelly Patch, a Balszem banda tagja
- Steve Zahn – Clem, félszemű vegyesbolt-tulajdonos
- Julia Jones – Füstölgő róka
- Lavell Crawford – Gus Patch, a Balszem banda tagja
- Jared Sandler – Babaarc Patch, a Balszem banda tagja
- Paul Sado – Stumbles Patch, a Balszem banda tagja
- Danny Trejo – Cicero, egy banditákból álló csoport vezetője
  - Ruben Rivera Young – Cicero fiatalon
- Harvey Keitel – mosolygós Harris, "Az arany rög" tulajdonosa
- Steve Buscemi – Griffin doktor
- David Spade – George Armstrong Custer
- Dana Goodman – Hód lehelet
- Whitney Cummings – Susannah
- Jon Lovitz – Ezekiel Grant
- Saginaw Grant – Sikító Sas, a Tommyt örökbe fogadó indián törzs törzsfőnöke
- Norm Macdonald – "Az aranyrög" ügyfele
- Chris Parnell – William, bankigazgató
- Blake Shelton – Wyatt Earp
- John Turturro – Abner Doubleday, uniós katona
- Vanilla Ice – Mark Twain
- Dan Patrick – Abraham Lincoln
- Tina Parker – Mary Todd Lincoln, Lincoln felesége
- Chris Kattan – John Wilkes Booth, konföderációs színész
- Jackie Sandler – Soha nem visel melltartót
- Blake Clark – a Rattler's Gulch névtelen seriffje
- Katalina Parrish – a seriff felesége
- Tim Herlihy – "Az arany rög" csaposa
- Sadie Sandler és Sunny Sandler – táncoló gyerekek
- Jonathan Loughran – puskás
- Kimo Keoke – Short Stop, kínai baseball-játékos
- James Ning – Qi, kínai baseballjátékos

## A film készítése
A film a Columbia Pictures, a Paramount Pictures és a Warner Bros. gyártásában is készült, de mindhárom cég lemondott róla. Az utóbbi nem sokkal azután esett ki, hogy Adam Sandler és a Happy Madison Productions négy filmre szóló szerződést kötött a Netflix-szel – bár egy bennfentes a The Hollywood Reporter-nek megjegyezte, a szerződésnek semmi köze a döntésükhöz.
2015 januárjára a Netflix felvette a filmet, és mások is csatlakoztak a szereplőgárdához, többek között Taylor Lautner, Nick Nolte, Blake Shelton, Steve Buscemi, Rob Schneider, Will Forte, Vanilla Ice és Luke Wilson. 2015. február 16-án Jorge Garcia is a film szereplője lett. A forgatás 2015. február 20-án kezdődött és 2015. május 2-án ért véget.

## Bemutató
A film 2015. december 11-én debütált a Netflixen. 2016. január 6-án a Netflix bejelentette, hogy a filmet 30 nap alatt többször nézték meg, mint bármely más filmet a szolgáltató történetében. Emellett minden olyan országban, ahol a Netflix működik, az első helyre került.

## Fordítás
- Ez a szócikk részben vagy egészben  a   The Ridiculous 6 című angol Wikipédia-szócikk fordításán alapul.  Az eredeti cikk szerkesztőit annak laptörténete sorolja fel. Ez a jelzés csupán a megfogalmazás eredetét és a szerzői jogokat jelzi, nem szolgál a cikkben szereplő információk forrásmegjelöléseként.